# Джалайд
46°43′26″ пн. ш. 122°54′10″ сх. д. / 46.72397° пн. ш. 122.90272° сх. д.
Джалайд (кит. 扎赉特旗, пін. Zhālàitè Qí, трансліт. Jalaid) — один із повітів КНР у складі префектури Хінган, Внутрішня Монголія. Адміністративний центр — містечко Індер.

## Географія
Джалайд лежить на висоті близько 190 метрів над рівнем моря на схід від Великого Хінгану.

### Клімат
Хошун знаходиться у зоні, котра характеризується вологим континентальним кліматом зі спекотним літом. Найтепліший місяць — липень із середньою температурою 24,1 °C. Найхолодніший місяць — січень, із середньою температурою -12,2 °С.
| Клімат хошуну Джалайд   | Клімат хошуну Джалайд | Клімат хошуну Джалайд | Клімат хошуну Джалайд | Клімат хошуну Джалайд | Клімат хошуну Джалайд | Клімат хошуну Джалайд | Клімат хошуну Джалайд | Клімат хошуну Джалайд | Клімат хошуну Джалайд | Клімат хошуну Джалайд | Клімат хошуну Джалайд | Клімат хошуну Джалайд | Клімат хошуну Джалайд |
| Показник                | Січ.                  | Лют.                  | Бер.                  | Квіт.                 | Трав.                 | Черв.                 | Лип.                  | Серп.                 | Вер.                  | Жовт.                 | Лист.                 | Груд.                 | Рік                   |
| Середній максимум, °C   | −6,3                  | −1,5                  | 5,9                   | 16,2                  | 23,6                  | 28                    | 29,4                  | 28,5                  | 23,2                  | 14,7                  | 3,2                   | −4,4                  | 13,4                  |
| Середня температура, °C | −12,2                 | −8,1                  | −0,9                  | 9,3                   | 17                    | 21,9                  | 24,1                  | 22,6                  | 16,2                  | 7,7                   | −2,9                  | −10                   | 7,1                   |
| Середній мінімум, °C    | −16,5                 | −13,2                 | −6,7                  | 2,7                   | 10,2                  | 16                    | 19,1                  | 17,3                  | 10,2                  | 2                     | −7,6                  | −14,2                 | 1,6                   |
| Норма опадів, мм        | 0.8                   | 0.7                   | 3.8                   | 12.5                  | 27                    | 68.7                  | 123.2                 | 79.6                  | 29.1                  | 12.1                  | 3.2                   | 1.3                   | 362                   |
| Вологість повітря, %    | 44                    | 39                    | 36                    | 34                    | 39                    | 55                    | 67                    | 65                    | 55                    | 46                    | 45                    | 46                    | 47.6                  |
| ----------------------- | --------------------- | --------------------- | --------------------- | --------------------- | --------------------- | --------------------- | --------------------- | --------------------- | --------------------- | --------------------- | --------------------- | --------------------- | --------------------- |
| Джерело: data.cma.cn    |                       |                       |                       |                       |                       |                       |                       |                       |                       |                       |                       |                       |                       |